# Taiping (Shuangliu)
Taiping (chinesisch 太平街道, Pinyin Tàipíng Jiēdào) ist ein ländliches Straßenviertel im Osten des Stadtbezirks Shuangliu von Chengdu, der Hauptstadt der Provinz Sichuan, Volksrepublik China. Das Straßenviertel hat eine Fläche von 85,36 km², Ende 2020 lebten dort etwa 53.000 Menschen. Eine wichtige Einnahmequelle der Landwirte ist der Anbau von Obst, das in Chengdu verkauft wird. Im Jahr 2021 waren 1753 ha mit Wollmispel-Bäumen bepflanzt, 443 ha mit Tafeltrauben, 187 ha mit Erdbeer-Pflanzen, 67 ha mit Kirschbäumen und 167 ha mit anderem Obst.

## Geschichte
Taiping existiert bereits seit der Zeit der Frühlings- und Herbstannalen (770–476 v. Chr.) als befestigter Ort und hieß ursprünglich Hengshan (衡山). Während der Zeit der Drei Reiche hatte General Zhang Fei dort eine Kaserne. Der Ort lag an der während der Han-Dynastie in Betrieb genommenen Handels- und Poststraße zwischen Zentralchina und Sichuan (汉唐巴蜀古驿道), ein wichtiger Produktionszweig war damals die Herstellung von Tongefäßen. In der gesamten Umgebung gab es Brennöfen, weshalb die Großgemeinde Hengshan ab etwa 1080 umgangssprachlich „Brennofenebene“ (窑子坝) genannt wurde. In der Ming-Dynastie entwickelte sich Hengshan zu einem Zentrum des Buddhismus, mit zahlreichen Tempeln. 1579 wurde das Sutra-Kloster (圣经寺) erbaut. Etwas später, in den letzten Jahren der Ming-Dynastie, wurde die Großgemeinde dann in „Taiping“, also „Ruhe und Frieden“ umbenannt.
Taiping gehörte verwaltungsmäßig zum Kreis Huayang (华阳县). 1958 wurden die Dörfer rund um Taiping in einer Volkskommune (太平公社) zusammengefasst, die Großgemeinde blieb parallel dazu als Verwaltungseinheit bestehen. Im Zuge des Großen Sprungs nach vorn gab es um 1960 mehrere Gebietsreformen. Am 1. Juli 1965 war Taiping schließlich eines der Gebiete, die nach der Auflösung des Kreises Huayang zum westlichen Nachbarkreis Shuangliu kamen.
1981 wurde die Volkskommune Taiping aufgelöst und in eine Gemeinde umgewandelt. Nun existierten parallel die ländliche Gemeinde Taiping (太平乡) und die städtisch geprägte Großgemeinde Taiping (太平镇). Am 10. Oktober 1992 wurde die Gemeinde Taiping auf Beschluss des Kreises Shuangliu im Rahmen einer umfassenden Verwaltungsreform in die Großgemeinde Taiping integriert. Nachdem der Kreis Shuangliu am 1. März 2016 in einen Stadtbezirk von Chengdu umgewandelt worden war, wurden die Großgemeinden Taiping und Hejiang am 25. Dezember 2019 per Beschluss der Stadtregierung von Chengdu in ein vereinigtes Straßenviertel umgewandelt. Jede der ehemaligen Großgemeinden wurde eine Einwohnergemeinschaft, als Regierungssitz des Straßenviertels wurde Taiping festgelegt.

## Administrative Gliederung
Taiping setzt sich aus zwei Einwohnergemeinschaften und zehn Dörfern zusammen. Diese sind:
- Einwohnergemeinschaft Hejiangchang (合江场社区);
- Einwohnergemeinschaft Taipingchang (太平场社区), Regierungssitz des Straßenviertels;
- Dorf Baima (白马村);
- Dorf Erlang (二郎村);
- Dorf Lulin (鹿林村);
- Dorf Luxi (鹿溪村);
- Dorf Nantiansi (南天寺村);
- Dorf Qianjin (前进村);
- Dorf San’ehu (三峨湖村);
- Dorf Taoyuan (桃源村);
- Dorf Tiandeng (天灯村);
- Dorf Xiaoyan (小堰村).

## Bildung
Das Gymnasium Taiping (太平中学) ist eine der ältesten Schulen des Stadtbezirks. Es wurde 1941 gegründet und war zunächst im Tempel des Kriegsgotts Guan Yu untergebracht. 1942 wurde die Schule in „Kreisgymnasium Huayang zu Taiping“ (华阳县立太平初级中学校) umbenannt; damals fand dort nur Unterricht für die Unterstufe des Gymnasiums statt. Nach der Gründung der Volksrepublik China am 1. Oktober 1949 wurden 1950 das Gymnasium Taiping, das private Leyu-Gymnasium (乐育中学),
die Berufsschule Huayang (华阳县职业学校) und die Fachoberschule Huayang (华阳县简易师范学校) zur Gesamtmittelschule Huayang (华阳县联合中学) vereinigt. Diese wurde mit der Gemeindereform vom 1. Juli 1965 zum „Unterstufen-Kreisgymnasium Shuangliu“ (双流县太平初级中学). Im August 1978 wurde mit Wirkung vom Schuljahr 1978/1979 eine Oberstufe hinzugefügt und die Schule in „Kreisgymnasium Shuangliu“ (双流县太平中学) umbenannt. Zwischen 1941 und 2020 besuchten mehr als 20.000 Schüler das Gymnasium. Neben Lu Zigui (卢子贵, 1932–2019), dem ehemaligen Rundfunk- und Fernsehminister der Provinz Sichuan, ist einer der berühmtesten davon der Raumfahrer Ye Guangfu, der dort 1998 Abitur machte.